# 尼德布吕克
尼德布吕克（法語：Niederbruck，法語發音：[nidəʁbʁyk] 或 [nidəʁbʁuk]）是法国上莱茵省的一个旧市镇，属于坦恩-盖布维莱尔区。2016年，尼德布吕克与市镇马斯沃合并为新市镇马斯沃-尼德布吕克。

## 地名
前缀“Nieder-”在德语中意为“下”，且该地通过基什贝格与奥伯布吕克（Oberbruck，前缀“Ober-”在德语中意为“上”）相连。

## 地理
尼德布吕克（47°47'5"N, 6°58'3"E）面积3.78 平方千米，位于法国大東部大區上莱茵省，该省份为法国东部内陆省份，是阿尔萨斯的一部分，今与下莱茵省组成了阿尔萨斯欧洲集体，其北临下莱茵省，西接孚日省，西南接贝尔福地区省，东侧沿莱茵河与德国相望，南与瑞士接壤。
与尼德布吕克接壤的市镇（或旧市镇、城区）包括：基什贝格、马斯沃-尼德布吕克。
尼德布吕克的时区为UTC+01:00、UTC+02:00（夏令时）。

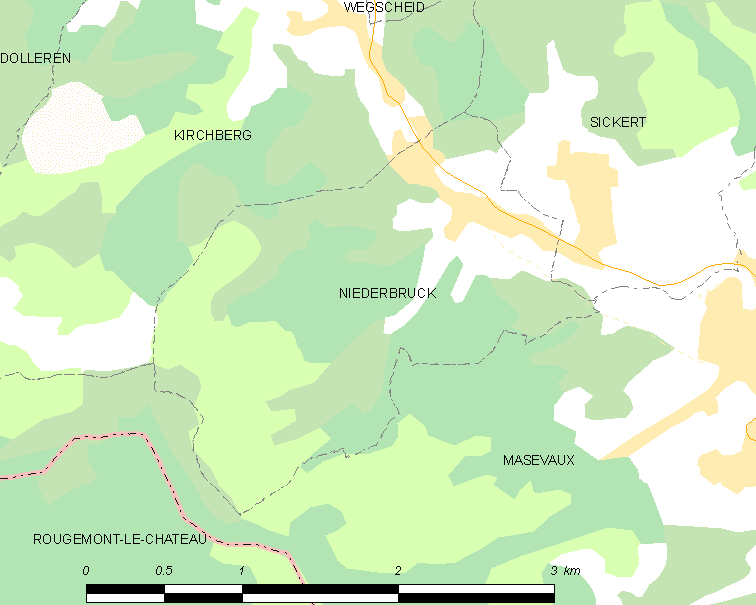
尼德布吕克的OSM定位图

## 行政
尼德布吕克的邮政编码为68290，INSEE市镇编码为68233。

## 政治
尼德布吕克所属的省级选区为马斯沃-尼德布吕克县。

## 人口

1962-2008年间尼德布吕克人口变化图示

尼德布吕克于2018年1月1日时的人口数量为418人。